# Konstantin Lissenko
Constantin Lissenko , né le 12 septembre 1933 à Paris et mort le 25 avril 2024, à Bièvres, est un athlète français, spécialiste des épreuves de sprint.
Il est fait officier de l'Ordre national du Mérite en 2011.

## Palmarès
- 25  sélections en Équipe de France A
- Il participe aux Jeux olympiques de 1956 à Melbourne où il atteint les quarts de finale du 200 mètres et les demi-finales du 4 × 100 m.

## Records
| Épreuve  | Performance | Lieu | Date |
| -------- | ----------- | ---- | ---- |
| 100 m    | 10 s 5 (RF) |      | 1955 |
| 200 m    | 21 s 5      |      | 1956 |
| Longueur | 7,28 m      |      | 1954 |

- En 1955, il égale le record de France du 100 mètres en 10 s 5
- Il améliore à deux reprises, en 1956 et 1957, celui du 4 × 100 m.